# Yoon Ji-min
Yoon Ji-min (윤지민?, Yun Ji-minLR, Yun ChiminMR), pseudonimo di Yoon Ji-young (윤지영?, Yun Ji-yeongLR, Yun Ji-yŏngMR; Seul, 9 dicembre 1977), è un'attrice sudcoreana.
Inizialmente una supermodella, ha iniziato a recitare nel 2006 nel lungometraggio Monopoly, aggiudicandosi poco dopo un SBS Drama Award come miglior attrice emergente per Mujeog-ui nakhaseon yo-won.

## Filmografia

### Cinema
- Mabeob-ui seong (마법의 성?), regia di Bang Sung-woong (2002)
- Namnam bungnyeo (남남북녀?), regia di Jung Cho-shin (2003)
- Monopoly (모노폴리?), regia di Lee Hang-bae (2006)
- Nae saeng-ae choe-ag-ui namja (내 생애 최악의 남자?), regia di Son Hyun-hee (2007)
- Mubeopja (무법자?), regia di Kim Chul-han (2010)
- Sarang-i museo-wo (사랑이 무서워?), regia di Rain Jung (2011)
- Ossakhan yeon-ae (오싹한 연애?), regia di Hwang In-ho (2011)
- Yeoreum-i kkeunnal muryeob-ui La traviata (여름이 끝날 무렵의 라트라비아타?), regia di Yoon Sung-ho (2024)

### Televisione
- Sinsedae bogo - Eoreundeur-eun molla-yo (신세대 보고 - 어른들은 몰라요?) – serial TV (1997)
- Namja set yeoja set (남자 셋 여자 셋?) – serie TV (1998)
- KAIST (카이스트?) – serie TV (1999)
- Haengjin (행진?) – serie TV (1999)
- Mujeog-ui nakhasan yo-won (무적의 낙하산 요원?) – serie TV (2006)
- H.I.T (히트?) – serie TV (2007)
- Du anae (두 아내?) – serial TV (2009)
- Chuno (추노?) – serie TV (2010)
- Kiss and the City (키스 앤 더 시티?) – serie TV (2010)
- Paradise mokjang (파라다이스 목장?) – serie TV (2011)
- Musa Baek Dong-soo (무사 백동수?) – serie TV (2011)
- Syndrome (신드롬?) – serie TV (2012)
- Sonnyeoga pir-yohae (선녀가 필요해?) – serie TV (2012)
- Neoraseo joh-a (너라서 좋아?) – serial TV (2012-2013)
- Wonderful Mama (원더풀 마마?) – serie TV (2013) – cameo
- Ne i-us-ui anae (네 이웃의 아내?) – serie TV (2013)
- Gwibu-in (귀부인?) – serial TV (2014)
- Kaeri-eoreul kkeuneun yeoja (캐리어를 끄는 여자?) – serie TV (2016)
- Voice (보이스?) – serie TV, episodio 1x06 (2017)
- Uimun-ui ilseung (의문의 일승?) – serie TV (2017-2018)
- Geombeopnamnyeo (검법남녀?) – serie TV (2018)
- Joseon saengjon-gi (조선생존기?) – serie TV (2019)
- Crash Landing on You (사랑의 불시착?) – serie TV (2019-2020)
- Anna (안나?) – serie TV (2022)